# Discografia formației Phoenix
Discografia formației Phoenix cuprinde aproape 40 de titluri oficiale, imprimate pe mai multe tipuri de suport: disc de vinil de 12" (30 cm) și 7" (17 cm), compact disc, casetă audio, DVD și VHS. Phoenix a debutat discografic în anul 1968 cu un EP cu patru piese. Până în 1977, când membrii formației au părăsit România, toate materialele discografice Phoenix au apărut sub egida casei de discuri Electrecord. În perioada de exil în Germania, produsele formației au fost lansate prin intermediul caselor de discuri Bacillus/Bellaphon Records și Extra Records & Tapes. După anul 1990, când muzicienii s-au întors în România, albumele Phoenix au fost editate sau reeditate la diferite case de discuri din țară (Electrecord, Eurostar, Genius CD, Cat Music, Zone Records, Fangorn Acoustic, DB Schenker) sau din străinătate (unele apariții nefiind recunoscute oficial de către membrii Phoenix). De asemenea, o parte dintre discuri sunt producții independente ale formației, unele apărând pe piață sub egida propriei case de discuri, Phoenix Records.

## Albume de creație
Această secțiune cuprinde toate albumele de studio realizate de formație, începând cu Cei ce ne-au dat nume (1972), primul LP din rock-ul românesc imprimat pe disc de vinil de 12" (30 cm), continuând cu Mugur de fluier (1974) și cu primul dublu LP al unei formații din România, Cantofabule (1975). Denumirea „Cantofabule”, așa cum apare tipărită pe copertă, este greșită, numele corect al operei fiind „Cantafabule”. Pe lângă discurile de studio cu piese noi, în această secțiune sunt incluse acele albume ce conțin (în mare parte) piese mai vechi reînregistrate: SymPhoenix/Timișoara (1992) și Aniversare 35 (1997), precum și edițiile reeditate cu titlurile corecte pentru discurile Cantofabule și În umbra marelui urs. De asemenea, sunt incluse albumele de restituiri Vremuri, anii 60... (1998) și The 80s (2019), care pot fi considerate, în același timp, ca fiind compilații și care conțin atât piese de pe discurile mai vechi, editate în premieră pe suport CD, cât și piese publicate pentru prima dată pe un suport audio. În afară de LP-ul Transsylvania (1981), produs pentru piața muzicală din Germania Federală, restul materialelor discografice din această secțiune au fost produse inițial pentru piața autohtonă, unele fiind reeditate, mult mai târziu, și în alte țări (Statele Unite ale Americii, Germania, Italia, Belgia, Polonia etc).
| Nume                                      | Tip                         | An   | Casă de discuri                                                             | Suport                | Nr. piese | Ediții reeditate |
| ----------------------------------------- | --------------------------- | ---- | --------------------------------------------------------------------------- | --------------------- | --------- | --- |
| Cei ce ne-au dat nume                     | album de studio             | 1972 | Electrecord STM-EDE 0754                                                    | vinil 12"             | 10        | 1972 (ediția a II-a, vinil 12", Electrecord) 1973 (ediția a III-a, vinil 12", Electrecord) 1992 (ediția a IV-a, vinil 12", Electrecord) 1995 (MC, Electrecord) 1998 (CD, Polskie Wydawnictwo Muzyczne, Polonia) 1999 (CD, Electrecord) 2006 (CD, Electrecord) 2007 (ediție neoficială, CD, Second Harvest, SUA) 2008 (CD, Electrecord/Phoenix Records) 2014 (ediție neoficială, vinil 12", Nemo Records, Europa) |
| Mugur de fluier                           | album de studio             | 1974 | Electrecord STM-EDE 0968                                                    | vinil 12"             | 14        | 1990 (ediția a II-a, vinil 12", Electrecord) 1995 (MC, Electrecord) 1999 (CD, Electrecord) 2008 (CD, Electrecord/Phoenix Records) 2013 (ediție neoficială, CD, Eastern Time, Italia) 2014 (ediție neoficială, vinil 12", Nemo Records, Europa) 2014 (vinil 12", O-Music, Germania) |
| Cantofabule                               | album de studio             | 1975 | Electrecord STM-EDE 01115 STM-EDE 01116                                     | 2 x vinil 12"         | 14        | 1992 (ediția a II-a, 2 x vinil 12", Electrecord) 1993 (Cant of a Bule, ediție neoficială, CD, Fanny, Belgia) 1995 (2 x MC, Electrecord) 1996 (Cantafabule – Bestiar, CD/MC, Genius CD) 2007 (ediție neoficială, CD, Second Harvest, SUA) 2008 (CD, Electrecord/Phoenix Records) 2014 (ediție neoficială, 2 x vinil 12", Nemo Records, Europa) 2020 (Bestiar Cantafabule, MC promo, DJs Techno Conference)        |
| Transsylvania                             | album de studio             | 1981 | Bacillus Records Bellaphon Records 260-09-005 / 460-09-005                  | vinil 12", MC         | 7         | 2019 (The 80s, CD promo, DB Schenker) |
| SymPhoenix/Timișoara                      | album de studio             | 1992 | Eurostar CDS-CS 0119 Unimedia Records RR 001 Genius CD GCD 62831 / GC 62831 | 2 x vinil 12", CD, MC | 15        | 1995 (MC, Vivo) 1996 (CD/MC, Genius CD) 2007 (CD, Phoenix Records) |
| Cantafabule – Bestiar                     | album de studio / reeditare | 1996 | Genius CD 62832 / DR 022-4                                                  | CD, MC                | 14        | — |
| Aniversare 35                             | album de studio/concert     | 1997 | Genius CD GCD 009 / G 087                                                   | CD, MC                | 13        | 2007 (CD, Phoenix Records) |
| Vremuri, anii 60...                       | album de restituiri         | 1998 | Electrecord EDC 257 / STC 001274                                            | CD, MC                | 13        | 2008 (CD, Electrecord/Phoenix Records) |
| În umbra marelui urs                      | album de studio             | 2000 | Cat Music 101-2098-2 / 101-2098-4                                           | CD, MC                | 11        | 2003 (În umbra marelui U.R.S.S., CD/MC, Electrecord) |
| În umbra marelui U.R.S.S.                 | album de studio / reeditare | 2003 | Electrecord EDC 531 / STC 001498                                            | CD, MC                | 12        | — |
| Baba Novak                                | album de studio             | 2005 | Phoenix Records Zone Records 2530 / 8002-4                                  | CD, MC                | 12        | — |
| Back to the Future... (cu Mony Bordeianu) | album de studio             | 2008 | Phoenix Records                                                             | CD                    | 13        | 2009 (CD promo, Phoenix Records) |
| Vino, Țepeș!                              | album de studio             | 2014 | Fangorn Acoustic                                                            | CD                    | 9         | — |
| The 80s                                   | album de restituiri / promo | 2019 | DB Schenker                                                                 | CD                    | 18        | — |

## EP-uri, maxi-single-uri, single-uri
Această secțiune cuprinde toate discurile mici ale formației, începând cu cele trei EP-uri scoase în România pe discuri de vinil de 7" (17 cm): Vremuri (1968, care reprezintă debutul discografic al grupului), Totuși sînt ca voi (1969, cunoscut și sub numele Floarea stîncilor) și Meșterul Manole (1973). Denumirile oficiale ale acestor trei materiale nu sunt menționate pe coperte sau pe discuri, titlurile acestor EP-uri fiind convenționale, preluate din cartea lui Nicolae Covaci – Phoenix: Giudecata înțelepților (Editura Integral, București, 2014, pagina 369). În timpul exilului în Germania Federală, sub titulatura (Transsylvania) Phoenix au fost editate alte patru discuri mici (trei single-uri și un maxi-single) la casa de discuri Extra Records & Tapes. Mai recent, au fost lansate, în regim propriu, trei CD-uri maxi-single în scop promoțional pentru piața românească: Ora-hora (1999, reeditat în 2000), Asgard (2014, denumire convențională) și Vino, Țepeș! (2014, reeditat în 2017).
| Nume                     | Tip                 | An   | Casă de discuri                     | Suport    | Nr. piese | Ediții reeditate                                                               |
| ------------------------ | ------------------- | ---- | ----------------------------------- | --------- | --------- | ------------------------------------------------------------------------------ |
| Vremuri                  | EP                  | 1968 | Electrecord 45-EDC 10006            | vinil 7"  | 4         | 1969 (ediția a II-a, vinil 7", Electrecord)                                    |
| Totuși sînt ca voi       | EP                  | 1969 | Electrecord 45-EDC 10081            | vinil 7"  | 4         | 1969 (ediția a II-a, vinil 7", Electrecord)                                    |
| Meșterul Manole          | EP                  | 1973 | Electrecord 45-STM-EDC 10313        | vinil 7"  | 3         | —                                                                              |
| Ballade for You/The Lark | single              | 1987 | Extra Records & Tapes EX 20 017     | vinil 7"  | 2         | —                                                                              |
| Tuareg/Mr. G's Promises  | single              | 1988 | Extra Records & Tapes 572 3024 5 AA | vinil 7"  | 2         | —                                                                              |
| Tuareg                   | maxi-single         | 1988 | Extra Records & Tapes 572 3024 1 AD | vinil 12" | 4         | —                                                                              |
| Ciocîrlia/Perestroika    | single / promo      | 1990 | Extra Records & Tapes 07827         | vinil 7"  | 2         | —                                                                              |
| Ora-hora                 | maxi-single / promo | 1999 | autoprodus/independent              | CD        | 3         | 2000 (CD promo, Phoenix Records) 2000 (CD promo, Astra) 2001 (CD promo, Domus) |
| Asgard                   | maxi-single / promo | 2014 | autoprodus/independent              | CD        | 4         | —                                                                              |
| Vino, Țepeș!             | maxi-single / promo | 2014 | Fangorn Acoustic                    | CD        | 3         | 2017 (CD promo, Fangorn Acoustic)                                              |

## Compilații
Această secțiune cuprinde toate discurile compilație recunoscute de membrii formației. După Revoluția din 1989, casa de discuri Electrecord a editat două compilații: Remember Phoenix (cunoscută și ca Remember Phoenix / Negru Vodă, 1991, pe suport disc de vinil de 12", ulterior și pe casetă audio) și Evergreens (1995, pe compact disc). Începând cu anul 2004, Phoenix a scos pe CD și în regim propriu mai multe compilații promoționale, unele fiind distribuite la concertele formației. O altă compilație, Muzică de colecție, Vol. 68 – Phoenix, a fost distribuită în tiraj mare împreună cu ziarul Jurnalul Național în noiembrie 2008, în cadrul seriei „Muzică de colecție / Recurs la România”. În decembrie 2012, la aniversarea a cinci decenii de existență a formației, a apărut 50 ani: Best of Phoenix 1962–2012, un disc de vinil dedicat „colecționarilor și fanilor din «aripa dură» a Păsării Phoenix” (după cum a precizat Nicolae Covaci).
| Nume                                  | Tip                | An   | Casă de discuri                           | Suport    | Nr. piese | Ediții reeditate                                                              |
| ------------------------------------- | ------------------ | ---- | ----------------------------------------- | --------- | --------- | ----------------------------------------------------------------------------- |
| Remember Phoenix                      | compilație         | 1991 | Electrecord ST-EDE 04077 / STC 001101     | vinil 12" | 10        | 1995 (Evergreen / Remember Phoenix, MC, Electrecord)                          |
| Evergreens                            | compilație         | 1995 | Electrecord EDC 167                       | CD        | 20        | —                                                                             |
| Empire of Vampires                    | compilație / promo | 2004 | autoprodus/independent                    | CD        | 15        | —                                                                             |
| Go West                               | compilație / promo | 2005 | autoprodus/independent                    | CD        | 11        | —                                                                             |
| 45 ani de muzichie                    | compilație / promo | 2007 | Phoenix Records                           | CD        | 12        | 2007 (Aniversare 15 ani EximBank Romania, CD promo, Phoenix Records/EximBank) |
| Muzică de colecție, Vol. 68 – Phoenix | compilație         | 2008 | Jurnalul Național                         | CD        | 18        | —                                                                             |
| 50 ani: Best of Phoenix 1962–2012     | compilație         | 2012 | Phoenix Records FNV 001                   | vinil 12" | 11        | —                                                                             |
| Phoenix International                 | compilație / promo | 2013 | Asociația Phoenix Timișoara               | CD        | 12        | 2019 (CD promo, DB Schenker)                                                  |
| Eminescu, eternul Phoenix             | compilație / promo | 2018 | Asociația Ance Europe Ministerul Culturii | CD        | 11        | —                                                                             |

## Albume video
Această secțiune cuprinde materialele video oficiale ale formației. Primul dintre ele, Ora-hora, este o casetă video lansată în 2000, în tiraj limitat, în Germania. Celelalte două materiale, DVD-ul din concert Live at Sala Palatului și CD-ul video promoțional Phoenix Tour 2006 – Baba Novak au apărut în România, în anul 2006, în contextul turneului național de promovare a albumului Baba Novak (2005).
| Nume                           | Tip           | An   | Casă de discuri         | Suport | Nr. piese | Ediții reeditate |
| ------------------------------ | ------------- | ---- | ----------------------- | ------ | --------- | ---------------- |
| Ora-hora                       | album video   | 2000 | autoprodus/independent  | VHS    | 10        | —                |
| Phoenix Tour 2006 – Baba Novak | video / promo | 2006 | Phoenix Records PHR 002 | VCD    | 4         | —                |
| Live at Sala Palatului         | album video   | 2006 | Phoenix Records PHR 03  | DVD    | 19        | —                |

## Albume neoficiale
În această secțiune sunt incluse câteva materiale discografice apărute doar pe casetă audio și/sau nerecunoscute oficial de membrii trupei. Formația „Phoenix” (1975) este o casetă audio cu piese transpuse de pe discurile de vinil șaptezeciste semnate Phoenix. Această primă casetă audio a grupului a fost reeditată într-o versiune remasterizată în 2020 (75 de exemplare numerotate). CD-ul Cant of a Bule, scos în Belgia în 1993, reprezintă o ediție piratată a albumului Cantofabule, în timp ce CD-ul Music Heritage – Phoenix din 2002 este o compilație piratată, apărută în Ucraina. Phoenix vinil EP (denumirea este convențională, pe copertă și pe disc fiind tipărit simplu „Phoenix”) conține piese reluate de pe Vremuri, anii 60... și a apărut în anul 2000, într-o ediție limitată (doar 103 exemplare).
| Nume                     | Tip                         | An       | Casă de discuri             | Suport   | Nr. piese | Ediții reeditate                                                |
| ------------------------ | --------------------------- | -------- | --------------------------- | -------- | --------- | --------------------------------------------------------------- |
| Formația „Phoenix”       | compilație                  | 1975     | Electrecord STC 004         | MC       | 11        | 2020 (Phoenix Remastered Tape, MC promo, DJs Techno Conference) |
| Phoenix 1                | compilație                  | 1990     | Electrecord STC 00681       | MC       | 11        | —                                                               |
| Phoenix 2                | compilație                  | 1990     | Electrecord STC 00682       | MC       | 11        | —                                                               |
| Cant of a Bule           | album de studio / reeditare | 1993     | Fanny Fanny 100             | CD       | 14        | —                                                               |
| Pasărea Rock             | compilație                  | 1995 (?) | Music Box MB 426            | MC       | 11        | —                                                               |
| Phoenix vinil EP         | EP / ediție limitată        | 2000     | Eugen Hoffmann S.R.L. EH-03 | vinil 7" | 6         | —                                                               |
| Music Heritage – Phoenix | compilație                  | 2002     | Quattro                     | CD       | 17        | —                                                               |

## Alte apariții
În această secțiune sunt menționate câteva albume colective pe care se găsesc piese ale formației Phoenix. O parte din aceste discuri au apărut în străinătate: Interparáda în Cehoslovacia, Folk, Lied, Song – Nachwuchs Festival '80 și NDR – HörFest 87 în Germania de Vest, iar East Meets West la o casă de discuri americană. Restul compilațiilor au apărut în România. Majoritatea pieselor Phoenix de pe aceste albume colective au fost preluate de pe discurile oficiale ale formației, însă există și melodii ce nu au fost incluse niciodată în discografia trupei. „Omule, cine ești tu?” (muzică de Edmond Deda, versuri de Sașa Georgescu) a apărut pe primul volum al seriei Formații rock (publicată de Electrecord în perioada 1975–1991). Această piesă face parte din coloana sonoră a filmului Agentul straniu (1974), editată pe o casetă audio în februarie 2021, într-o variantă de 37 de minute. În 2007, pe CD-ul Cântece interzise/Cenzurat, a apărut în premieră „Vișina”, un fragment live al unei compoziții din 1971 care ar fi urmat să fie inclusă, dacă nu ar fi fost interzisă, pe albumul Cei ce ne-au dat nume. Piesa „The Measure of a Man” de pe albumul video Folk You 2007 reprezintă o înregistrare live a lui Nicu Covaci, în calitate de artist solo. Tot ca artist solo, liderul Phoenix a avut o colaborare cu formația Iris, concretizată prin realizarea piesei „O mie de întrebări”, inclusă pe dublul album Cei ce vor fi (lansat de Roton în anul 2007).
| Nume                                      | Tip                          | An   | Casă de discuri                                        | Suport    | Nr. piese | Piese aparținând formației Phoenix                    |
| ----------------------------------------- | ---------------------------- | ---- | ------------------------------------------------------ | --------- | --------- | ----------------------------------------------------- |
| Interparáda                               | compilație                   | 1973 | Opus 91 13 0231                                        | vinil 12" | 12        | „Te întreb pe tine, soare...”                         |
| Formații de muzică pop 1                  | compilație / album de studio | 1975 | Electrecord EDE 01071                                  | vinil 12" | 10        | „Omule, cine ești tu?”                                |
| Folk, Lied, Song – Nachwuchs Festival '80 | compilație                   | 1981 | CBS CBS 84845                                          | vinil 12" | 12        | „Stars Dance”                                         |
| NDR – HörFest 87                          | compilație                   | 1987 | Extra Records & Tapes EX 10 100                        | vinil 12" | 12        | „Empire of Vampires” „Die Lerche” („The Lark”)        |
| East Meets West                           | compilație                   | 1992 | White Records WR011                                    | CD, MC    | 15        | „Tamara”                                              |
| The Best of Club A                        | compilație                   | 1999 | Electrecord EDC 311 / STC 001313                       | CD, MC    | 18        | „Mica țiganiadă”                                      |
| Rockada                                   | compilație                   | 2001 | Cat Music FAN Hits & Posters (101-2128-2 / 101-2129-4) | CD, MC    | 20        | „În umbra marelui urs”                                |
| Cântece interzise/Cenzurat                | compilație                   | 2007 | Jurnalul Național                                      | CD        | 20        | „Vișina”                                              |
| Folk You 2007                             | album video / compilație     | 2008 | TVR Media Jurnalul Național                            | DVD       | 32        | „The Measure of a Man”                                |
| Timpul chitarelor                         | album video / compilație     | 2009 | TVR Media                                              | DVD       | 33        | „Vremuri” „Totuși sunt ca voi” „Andrii Popa”          |
| Agentul straniu – Remastered Tape         | soundtrack / compilație      | 2021 | DJs Techno Conference DTC017MC                         | MC        | 16        | „Agentul straniu” (edited) „Bun e vinul ghiurghiuliu” |

## Proiecte needitate oficial
- Omul 36/80
- Meșterul Manole
- Empire of Vampires
- Cantafabule remix sau Cantafabule '98
- In the Shadow of the Big Bear
- AnteMiorița
- Sinteza Rapsodia—Anotimpurile